# Elecciones presidenciales de Estados Unidos de 1992 en Nueva York
Las elecciones presidenciales Estados Unidos de 1992 en Nueva York tuvieron lugar el 3 de noviembre de 1992 en el estado de Nueva York, como parte de las elecciones presidenciales de Estados Unidos de 1992. Los votantes eligieron a treinta y tres representantes o electores del  Colegio Electoral, quienes votaron por el  presidente y el  vicepresidente de los Estados Unidos.
Las elecciones presidenciales de los Estados Unidos en Nueva York fueron ganadas por el candidato del  Partido Demócrata Bill Clinton, que recibió 49.73 por ciento de los votos frente al candidato del  Partido Republicano George HW Bush, quien recibió el 33.88 por ciento de los votos. El candidato  independiente Ross Perot terminó tercero con el 15.75 por ciento de los votos.
- Datos: Q17100890
- Multimedia: United States presidential election in New York, 1992 / Q17100890